# Corrado Teneggi
Corrado Teneggi (Teano, 13 marzo 1936 – ...) è stato un calciatore italiano, di ruolo attaccante.

## Carriera
Ha giocato in Serie B con Verona e Como. In Serie C con Rapallo Ruentes, Savona, Livorno, Lecce e Sanremese.